# Halska vrata
Halska vrata ali Porte de Hal (francosko) ali Hallepoort (nizozemsko) so srednjeveška utrjena mestna vrata drugega trdnjavskega obzidja Bruslja. Zdaj so muzej, del Kraljevih muzejev umetnosti in zgodovine.

## Zgodovina
Halska vrata, zgrajena leta 1381, so mestna vrata iz 14. stoletja drugega trdnjavskega obrambnega obzidja, ki je obkrožalo Bruselj. Vrata so bila imenovana po mestu Hallle (francosko Hal) v flamskem delu Brabanta, nasproti katerega so stala.
Izvirna stavba je imela dvižna vrata in dvižni most čez jarek. Nekatere strukture so še vedno vidne.
Medtem ko so bili preostalih šest vrat in obrambni zidovi porušeni, so se mestna vrata ohranila, saj so bila uporabljena kot zapor. Včasih so se uporabljala kot carinska hiša, za shranjevanje žita in kot luteranska cerkev.

## Obnova v 19. stoletju
Arhitekt Henri Beyaert je obnovil zgradbo med letoma 1868 in 1870. Preprost slog skrajnega srednjeveškega stolpa je spremenil z bolj romantičnim neogotskim okrasjem. Zunanji vhod, ki je zdaj obrnjen proti Sint-Gillisu/Saint-Gillesu, je bližje prvotnemu videzu. Pred notranja vrata, ki gledajo na mesto Bruselj, je Beyaert dodal krožni stolp, ki ga je obremenil s stožčasto streho. V njem je veličastno spiralno stopnišče. Dodal je tudi stolpiče.

## Muzej
Leta 1847 so mestna vrata postala del belgijskega Muzeja orožja, antičnih umetnin in etnologije (Musée Royal d'Armures, d'Antiquités et d'Ethnologie), ki se zdaj imenuje Kraljevi muzeji za umetnost in zgodovino. Do leta 1889 so postala premajhna za večino zbirke, zato se je preselila v muzej v Cinquantenaire. Še naprej so bili prikazani oklepi in orožje.
Leta 1976 je bila stavba v slabem stanju in so jo zaprli. Po obnovi leta 1991 so ponovno odprli muzej. Nadaljnja obnova je zastala zaradi pomanjkanja denarja, v muzeju pa so bile le začasne razstave.
Marca 2007 se je začela nova obsežna obnova. Vrata so bila končno ponovno odprta 6. junija 2008. Odprt je bil vhod Saint Gilles (dvižni most) kot ugleden glavni vhod v stavbo. V muzeju so eksponati o zgodovini stavbe, mesta Bruslja in obrambi. Zbirka ima paradni oklep nadvojvode Alberta Avstrijskega. Glavni deli muzeja v ločenih nadstropjih so:
- oklepi in oborožitev, v majhnem prostoru ob osrednjem prehodu,
- gotska soba, zgoraj, zgodovina obzidja Bruslja in Halskih vrat,
- soba cehov, ki prikazuje vlogo trgovskih cehov v mestu,
- začasni razstavni prostor,
- sprehajališče okoli obzidja, ki ponuja panoramski pogled na mesto,
- strešni prostor za manjše razstave.

- Halska vrata, pozno 19. st., po obnovi
- Halska vrata 2011,
stran Saint Gilles
- Halska vrata 2011,
bruseljska stran